# An Spidéal
An Spidéal ([ən̪ ˈspʲidʲeːɫ] offizieller Name; englisch: Spiddal oder Spiddle) ist ein kleiner Ort an der Westküste Irlands, 19 Kilometer westlich von Galway an der östlichen Grenze von Connemara. An Spidéal hat 254 Einwohner (Stand 2022).

## Name
Der Name An Spidéal („das Spital“) stammt vom irischen Wort für Krankenhaus (ospidéal), das es wohl vor Jahrhunderten dort gab. Da der Ort in einem Gaeltachtgebiet liegt, ist die irische Version des Namens die einzige offizielle.

## Archäologie
Im Townland An Liopa Thoir östlich von An Spidéal entdeckte Jimmy Ó Céide 2020 nach einem Sturm einen möglicherweise 4000 Jahre alten Crannóg.

## Wirtschaft
An Spidéal liegt in der Gaeltacht Cois Fharraige. Jedes Jahr kommen zahlreiche Schüler aus anderen Teilen Irlands hierher, um ihre Irischkenntnisse zu verbessern.
Es gibt einen Fischereihafen sowie einen kleinen Strand mit Parkmöglichkeiten. Gegenüber befindet sich das Spiddal Craft Centre.

## Persönlichkeiten
- Máirtín Ó Cadhain (1906–1970) wurde in der Nähe von An Spidéal geboren. Er war einer der bedeutendsten Schriftsteller irischer Sprache des 20. Jahrhunderts.